# Keita Watanabe
Keita Watanabe (渡辺 啓太 (Watanabe Keita?); Kawagoe, 25 marzo 1992) è un pattinatore di short track giapponese.

## Biografia
Si è formato studiando turismo presso la Hannan University di Osaka. Nel 2010 è entrato nel giro della nazionale. È allenato da Kenichi Sugio.
Con i compagni di nazionale Hiroki Yokoyama, Kazuki Yoshinaga, Ryosuke Sakazume e Takayuki Muratake, ha vinto la medaglia di bronzo ai Giochi asiatici invernali di Sapporo 2017 nella staffetta 5.000 metri.
Ha rappresentato il Giappone ai Giochi olimpici invernali di Pyeongchang 2018 gareggiando nei concorsi dei 500 metri, dei 1000 metri, dei 1500 metri e nella staffetta 5000 metri.

## Palmarès
- Mondiali

Sofia 2019: bronzo nei 3000 m.
- Giochi asiatici

Sapporo 2017: bronzo nei 1000 m e nella staffetta 5000 m.